# آنيا ميتاغ
آنيا ميتاغ (بالألمانية: Anja Mittag) (بالألمانية:Anja Mittag؛ المولودة 16 مايو 1985 في كيمنتس) هي لاعبة كرة قدم ألمانية دولية تلعب حاليًا مع نادي باريس سان جيرمان الفرنسي و‌المنتخب الألماني في مركز الهجوم. انضمت إلى المنتخب عام 2004.

## روابط خارجية
- آنيا ميتاغ على موقع الاتحاد الدولي (مؤرشف)  (الإنجليزية)
- آنيا ميتاغ على موقع الاتحاد الأوربي (الإنجليزية)
- آنيا ميتاغ على موقع قاعدة بيانات كرة القدم.إي يو (الإنجليزية)
- آنيا ميتاغ على موقع Soccerway.com (الإنجليزية)
- آنيا ميتاغ على موقع عالم كرة القدم.نت (الإنجليزية)
- آنيا ميتاغ على موقع كووورة
- آنيا ميتاغ على موقع اللجنة الأولمبية الدولية (الإنجليزية)
- آنيا ميتاغ على موقع أوليمبيديا (الإنجليزية)
- آنيا ميتاغ على موقع اللجنة الأولمبية الألمانية (الألمانية)